# Aidas Preikšaitis
Aidas Preikšaitis (Akmenė, 15 luglio 1970) è un ex calciatore lituano, di ruolo centrocampista.

## Palmarès

### Club

#### Competizioni nazionali
- Campionato lituano: 2

Žalgiris Vilnius: 1991, 1991-1992
- Coppa di Lituania: 3

Žalgiris Vilnius: 1991, 1993, 1994

#### Competizioni internazionali
- Baltic League: 1

Žalgiris Vilnius: 1990